# بابونه تاج دندانی لوله‌ای
بابونه تاج دندانی لوله‌ای (نام علمی: Anthemis odontostephana var. tubicina) نام یک گونه از سرده بابونه است.